# 鳩羽つぐ
鳩羽 つぐ（はとば つぐ）は、株式会社枝の上（英: Edanoue, Inc.）が運営する、日本のバーチャルYouTuber。

## 概要
2018年2月28日より活動開始。キャラクターデザインはLM7による。東京都杉並区西荻窪に住んでいると発言しており、動画内には実在の風景をモチーフにしたとされる場所が登場している。可憐で儚げな雰囲気を持ち、環境音の中でかすかに聞こえる声や物語性を感じさせるシチュエーション、またキャラクターと不穏な映像のギャップが多くの視聴者の憶測と話題を呼んだ。
主にYouTubeやTwitterで活動し、私生活や学校生活などの様子を収めた日常動画を投稿している。
また自己紹介動画での異様な雰囲気から「誘拐されているバーチャルYouTuber」などの考察が話題になり、水溜りボンドなどの多数のYouTuberが動画で取り上げている。運営サイトでは「実在の人物、団体、地名、事件などとは関係ありません」と注意喚起を行っている。
LM7は2018年7月、自身のTwitterで鳩羽つぐの運営及びLAVENDERQUARTZの制作にあたり株式会社枝の上を知人と共同設立したことを報告した。
活動はほとんど動画投稿のみで投稿頻度も少なく、2020年に投稿された動画を最後に活動は停止状態にあった。しかし、2022年3月に突如動画を投稿し、再び話題を呼んだ。

## 来歴
2018年
- 2月8日、YouTubeチャンネルを開設。
- 2月28日、自己紹介動画を投稿。
- 8月20日、中編動画『鳩羽つぐ 夏休み』の制作のため、クラウドファンディングの募集を開始。
- 8月30日、クラウドファンディングが終了。金額にして2082万0068円を集める。
- 11月24日、ゲーム会社のYostarがスポンサーにつく。

2019年
- 2月28日、グッドスマイルカンパニーよりねんどろいど鳩羽つぐの予約販売が開始。
- 7月26日、「鳩羽つぐ」が商標登録される。
- 8月28日、グッドスマイルカンパニーより1/8スケールフィギュアの予約販売が開始。

## 雉尾つぐ
雉尾 つぐは、2018年5月13日投稿の動画より登場した性別不明の人物。喫煙者。私物のPCでLive2Dモデルを作成する姿も確認できる。